# Памятные монеты Кыргызстана
Памятные и юбилейные монеты выпускаются Национальным банком Кыргызской Республики из драгоценных (золото — номиналами 100 и 200 сомов и серебро — номиналом 10 сомов) и недрагоценных (медно-никелевый сплав — номиналами 1 и 5 сомов) металлов, начиная с 1995 года, когда были выпущены две монеты, посвящённые 1000-летию эпоса «Манас».
Монеты посвящены, в основном, различным достопримечательностям и символам Киргизии. НБКР также выпускал монеты в рамках международных монетных программ стран ЕврАзЭС («Столицы стран ЕврАзЭС», «Животный мир стран ЕврАзЭС» и других). Инвестиционные монеты не выпускались.
В связи с отсутствием в стране собственного монетного двора все монеты чеканятся за рубежом, на монетных дворах Великобритании, Казахстана, Литвы, Польши, России и Словакии.

## Статистика
По состоянию на июль 2021 года было выпущено 82 разновидности монет, в том числе 22 — из мельхиора, 56 — из серебра 925-й пробы, 1 — из золота 916-й пробы и 3 — из золота 999-й пробы.
| Сводная таблица выпуска монет по годам и материалу | Сводная таблица выпуска монет по годам и материалу | Сводная таблица выпуска монет по годам и материалу | Сводная таблица выпуска монет по годам и материалу | Сводная таблица выпуска монет по годам и материалу | Сводная таблица выпуска монет по годам и материалу | Сводная таблица выпуска монет по годам и материалу | Сводная таблица выпуска монет по годам и материалу | Сводная таблица выпуска монет по годам и материалу | Сводная таблица выпуска монет по годам и материалу | Сводная таблица выпуска монет по годам и материалу | Сводная таблица выпуска монет по годам и материалу | Сводная таблица выпуска монет по годам и материалу | Сводная таблица выпуска монет по годам и материалу | Сводная таблица выпуска монет по годам и материалу | Сводная таблица выпуска монет по годам и материалу | Сводная таблица выпуска монет по годам и материалу | Сводная таблица выпуска монет по годам и материалу | Сводная таблица выпуска монет по годам и материалу | Сводная таблица выпуска монет по годам и материалу | Сводная таблица выпуска монет по годам и материалу | Сводная таблица выпуска монет по годам и материалу |
|                                                    | 1995                                               | 2000                                               | 2001                                               | 2002                                               | 2003                                               | 2005                                               | 2007                                               | 2008                                               | 2009                                               | 2010                                               | 2011                                               | 2012                                               | 2013                                               | 2014                                               | 2015                                               | 2016                                               | 2017                                               | 2018                                               | 2019                                               | 2020                                               | Всего                                              |
| -------------------------------------------------- | -------------------------------------------------- | -------------------------------------------------- | -------------------------------------------------- | -------------------------------------------------- | -------------------------------------------------- | -------------------------------------------------- | -------------------------------------------------- | -------------------------------------------------- | -------------------------------------------------- | -------------------------------------------------- | -------------------------------------------------- | -------------------------------------------------- | -------------------------------------------------- | -------------------------------------------------- | -------------------------------------------------- | -------------------------------------------------- | -------------------------------------------------- | -------------------------------------------------- | -------------------------------------------------- | -------------------------------------------------- | -------------------------------------------------- |
| Мельхиор                                           |                                                    |                                                    |                                                    |                                                    |                                                    |                                                    |                                                    | 3                                                  | 2                                                  |                                                    | 2                                                  | 1                                                  | 1                                                  | 2                                                  | 1                                                  | 1                                                  | 1                                                  | 4                                                  | 1                                                  | 3                                                  | 22                                                 |
| Серебро-925                                        | 1                                                  |                                                    | 1                                                  | 2                                                  | 2                                                  | 2                                                  | 3                                                  | 1                                                  | 10                                                 | 2                                                  | 4                                                  | 2                                                  | 3                                                  | 3                                                  | 5                                                  | 5                                                  | 2                                                  | 3                                                  | 3                                                  | 2                                                  | 56                                                 |
| Золото-916                                         |                                                    | 1                                                  |                                                    |                                                    |                                                    |                                                    |                                                    |                                                    |                                                    |                                                    |                                                    |                                                    |                                                    |                                                    |                                                    |                                                    |                                                    |                                                    |                                                    |                                                    | 1                                                  |
| Золото-999                                         | 1                                                  |                                                    |                                                    |                                                    |                                                    |                                                    |                                                    |                                                    |                                                    |                                                    |                                                    | 1                                                  |                                                    |                                                    | 1                                                  |                                                    |                                                    |                                                    |                                                    |                                                    | 3                                                  |
| Всего                                              | 2                                                  | 1                                                  | 1                                                  | 2                                                  | 2                                                  | 2                                                  | 3                                                  | 4                                                  | 12                                                 | 2                                                  | 6                                                  | 4                                                  | 4                                                  | 5                                                  | 7                                                  | 6                                                  | 3                                                  | 7                                                  | 4                                                  | 5                                                  | 82                                                 |

## Монеты из недрагоценных металлов

### Серия «Киргизия наВеликом шёлковом пути»
Монеты номиналом 1 сом массой 12 г, диаметром 30 мм и толщиной 2,5 мм отчеканены из медно-никелевого сплава в качестве bUNC на Казахстанском монетном дворе.
Аверс: изображение герба Кыргызстана, название серии на кирг. КЫРГЫЗСТАН УЛУУ ЖИБЕК ЖОЛУНДА, год чеканки и национальный орнамент.
Реверс: силуэт карты Киргизии с выделенными маршрутами Великого шёлкового пути, изображение достопримечательности и её название на киргизском, номинал, национальный орнамент.
Гурт рубчатый. Тираж каждой монеты — 5000 шт.
| 2008 |  | Башня Бурана кирг. БУРАНА                                               |      | 2009 |                           | Сулайман-Тоо кирг. СУЛАЙМАН-ТОО |
| 2008 |  | Таш-Рабат кирг. ТАШРАБАТ                                                | 2009 |      | Иссык-Куль кирг. ЫСЫК-КӨЛ |                                 |
| 2008 |  | Узгенский архитектурный комплекс кирг. ӨЗГӨН АРХИТЕКТУРАЛЫК ЭСТЕЛИКТЕРИ |      |      |                           |                                 |

### Серия «Независимой Киргизской Республике — 20 лет»
Монеты номиналом 1 сом массой 12 г, диаметром 30 мм и толщиной 2,5 мм отчеканены из медно-никелевого сплава в качестве bUNC на Казахстанском монетном дворе.
Гурт рубчатый. Тираж каждой монеты — 5000 шт.
| 2011 | | Пик Победы |
| 2011 | Аверс: герб Киргизии, название серии на кирг. ЭГЕМЕН КЫРГЫЗ РЕСПУБЛИКАСЫНА 20 ЖЫЛ, год чеканки на стилизованном изображении гор, орнамент. Реверс: изображение пика Победы, его название и высота на рус. Пик Победы 7439м и кирг. ЖЕҢИС ЧОКУСУ, номинал на стилизованном изображении гор, орнамент. |            |
| 2011 | | Хан-Тенгри |
| 2011 | Аверс: герб Киргизии, название серии на кирг. ЭГЕМЕН КЫРГЫЗ РЕСПУБЛИКАСЫНА 20 ЖЫЛ, год чеканки, национальный орнамент. Реверс: изображение горы и её название на кирг. ХАН-ТЕҢИРИ, номинал. |            |

### Серия «Памятники истории и архитектуры Киргизии»
Монеты номиналом 1 сом массой 12 г, диаметром 30 мм и толщиной 2,5 мм отчеканены из медно-никелевого сплава в качестве bUNC на Казахстанском монетном дворе..
Гурт рубчатый. Тираж каждой монеты — 5000 шт.
| 2013 | | Саймалуу-Таш  |
| 2013 | Аверс: герб Киргизии, изображение петроглифов, название серии на кирг. КЫРГЫЗСТАНДЫН ТАРЫХЫЙ ЖАНА АРХИТЕКТУРАЛЫК ЭСТЕЛИКТЕРИ, год чеканки. Реверс: петроглифы из урочища Саймалуу-Таш, его название на кирг. Саймалуу-Таш и на англ. Saimaluu-Tash, номинал.                                                           |               |
| 2014 | | Кумбез Манаса |
| 2014 | Аверс: герб Киргизии в обрамлении национального орнамента, название серии на кирг. КЫРГЫЗСТАНДЫН ТАРЫХЫЙ ЖАНА АРХИТЕКТУРАЛЫК ЭСТЕЛИКТЕРИ, год чеканки. Реверс: изображение мавзолея, его название на кирг. МАНАСТЫН КҮМБӨЗҮ и на англ. KUMBEZ OF MANAS, манасчи, конь, летящий сокол, национальный орнамент и номинал. |               |

### Другие монеты
| 2012 | | Комуз                                       |
| 2012 | Аверс: надпись на кирг. улуттук музыкалык аспаптар, национальные музыкальные инструменты, герб Киргизии, год выпуска. Реверс: человек, играющий на комузе, название инструмента на кирг. Комуз и номинал. Гурт: рубчатый. Отчеканена на Литовском монетном дворе. Номинал: 5 сомов. Масса: 14,35 г. Диаметр: 33 мм. Тираж: 3000 шт. |                                             |
| 2014 | | Барсбек — каган киргизов                    |
| 2014 | Аверс: герб Киргизии, национальный орнамент, год выпуска, надпись на кирг. УЛУУ КЫРГЫЗ КАГАНАТЫ. Реверс: всадник в доспехах на фоне войска и облака в виде головы ирбиса, номинал, орнамент, надпись на кирг. БАРСБЕК — КЫРГЫЗ КАГАНЫ /VIII к./. Гурт: рубчатый. Отчеканена на Казахстанском монетном дворе. Номинал: 1 сом. Масса: 12 г. Диаметр: 30 мм. Тираж: 5000 шт.                                                               |                                             |
| 2015 | | Кыз куумай                                  |
| 2015 | Аверс: герб Киргизии, стилизованные изображения девушки и парня, скачущих верхом на лошадях, и людей, наблюдающих за состязанием, надпись на кирг. УЛУТТУК СПОРТ ЖАНА ЭЛДИК ОЮНДАРЫ, год выпуска. Реверс: изображение состязания на фоне гор, надпись на кирг. КЫЗ КУУМАЙ, номинал. Гурт: рубчатый. Отчеканена [уточнить]. Номинал: 5 сомов. Масса: 14,35 г. Диаметр: 33 мм. Тираж: 3000 шт.                                            |                                             |
| 2016 | | Легковооружённый воин Кыргызского каганата  |
| 2016 | Аверс: государственный герб, надпись на кирг. УЛУУ КЫРГЫЗ КАГАНАТЫ, стилизованные изображения лучников, год выпуска. Реверс: изображение лучника на фоне стилизованных изображений воинов, надписи на кирг. КЫРГЫЗ КАГАНАТЫНЫН ЖЕҢИЛ КУРАЛДАНГАН ЖООКЕРИ и рус. ЛЕГКОВООРУЖЕННЫЙ ВОИН КЫРГЫЗСКОГО КАГАНАТА, номинал. Гурт: рубчатый. Отчеканена [уточнить]. Номинал: 1 сом. Масса: 12 г. Диаметр: 30 мм. Тираж: 4000 шт. Качество: UNC. |                                             |
| 2017 | | Тяжеловооружённый воин Кыргызского каганата |
| 2017 | Аверс: государственный герб, надпись на кирг. УЛУУ КЫРГЫЗ КАГАНАТЫ, стилизованные изображения воинов-всадников, год выпуска. Реверс: изображение тяжеловооруженного воина, надпись на кирг. КЫРГЫЗ КАГАНАТЫНЫН ШАЙМА-ШАЙ КУРАЛДАНГАН ЖООКЕРИ, номинал. Гурт: рубчатый. Отчеканена [уточнить]. Номинал: 1 сом. Масса: 12 г. Диаметр: 30 мм. Тираж: 5000 шт. Качество: UNC.                                                               |                                             |
| 2018 | | 90-летие Ч. Айтматова                       |
| 2018 | Аверс: государственный герб, год выпуска. Реверс: портрет Чингиза Айтматова, надписи кирг. ЧЫҢГЫЗ АЙТМАТОВ - 90 ЖЫЛ, англ. CHINGIZ AITMATOV — 90 YEARS, номинал. Гурт: [уточнить]Отчеканена [уточнить]. Номинал: 20 сомов. Масса: 25 г. Диаметр: 38,61 мм. Тираж: 5000 шт. Качество: proof-like. |                                             |

## Монеты из серебра

### Серия «Международный год гор»
Монеты номиналом 10 сомов массой 28,28 г и диаметром 38,60 мм отчеканены из серебра 925-й пробы в качестве proof на Польском монетном дворе.
Аверс: герб Киргизии, название серии на кирг. ЭЛ АРАЛЫК ТОО ЖЫЛЫ, год чеканки и национальный орнамент.
Реверс: изображение горы и организма, надпись на кирг. ТЕҢИР-ТОО — «Священные горы», название организма на киргизском и латыни, номинал, проба и масса металла, национальный орнамент.
Гурт: рубчатый. Тираж каждой монеты — 1000 шт.
| 2002 |  | Архар кирг. АРКАР лат. OVIS AMMON KARELINI |  | 2002 |  | Эдельвейс кирг. АКМАНДАЙ лат. LEONTOPODIUM |

### Серия «Киргизия на Великом шёлковом пути»
Монеты номиналом 10 сомов массой 28,28 г и диаметром 38,60 мм отчеканены из серебра 925-й пробы с позолотой из золота 999-й пробы толщиной 1 мкм на Казахстанском монетном дворе.
Аверс: изображение герба Киргизии, название серии на кирг. КЫРГЫЗСТАН УЛУУ ЖИБЕК ЖОЛУНДА, год чеканки и национальный орнамент.
Реверс: силуэт карты Киргизии с выделенными маршрутами Великого шёлкового пути, изображение достопримечательности и её название на киргизском, номинал, национальный орнамент.
Гурт рубчатый. Тираж каждой монеты — 1500 шт.
| 2005 |  | Таш-Рабат кирг. ТАШРАБАТ                                                |      | 2009 |                           | Сулайман-Тоо кирг. СУЛАЙМАН-ТОО |
| 2007 |  | Узгенский архитектурный комплекс кирг. ӨЗГӨН АРХИТЕКТУРАЛЫК ЭСТЕЛИКТЕРИ | 2009 |      | Иссык-Куль кирг. ЫСЫК-КӨЛ |                                 |
| 2008 |  | Башня Бурана кирг. БУРАНА                                               |      |      |                           |                                 |

### Монеты, выпущенные в рамках международных программЕврАзЭСиЕАЭС
Монеты номиналом 10 сомов массой 31,1 г и диаметром 38,60 мм изготовлены из серебра 925-й пробы в качестве proof.
Эмблема ЕврАзЭс/ЕАЭС и рисунок на монете «Мир наших детей» выполнены цветной эмалью, монета «Великий шёлковый путь» — с позолотой из золота 999-й пробы.
Гурт рубчатый.
| 2007 | | Столицы стран ЕврАзЭС. Бишкек                                       |
| 2007 | Аверс: государственный герб на фоне стилизованного Земного шара, надпись на кирг. ЕВРАЗЭС ӨЛКӨЛӨРҮНҮН БОРБОРЛОРУ, национальный орнамент и год выпуска монеты. Реверс: конная статуя Манаса, здания Бишкека, эмблема ЕврАзЭС, название города, номинал, проба и масса металла, надпись на рус. СТОЛИЦЫ СТРАН ЕВРАЗЭС. Тираж: 2500 шт. Отчеканена на Казахстанском монетном дворе. |                                                                     |
| 2009 | | Животный мир стран ЕврАзЭС. Беркут                                  |
| 2009 | Аверс: государственный герб и стилизованные изображения различных животных, надпись на кирг. ЕВРАЗЭС ӨЛКӨЛӨРҮНҮН ЖАНЫБАРЛАР ДҮЙНӨСУ и год выпуска. Реверс: скачущий на лошади беркутчи на фоне гор, летящий беркут, эмблема ЕврАзЭС, номинал, проба и масса металла, название птицы на русском и кирг. БҮРКҮТ, элементы национального орнамента и надпись на рус. ЖИВОТНЫЙ МИР СТРАН ЕВРАЗЭС. Тираж: 3000 шт. Отчеканена на Казахстанском монетном дворе.                                                  |                                                                     |
| 2009 | | Легенды и сказки народов стран ЕврАзЭС. Мать-олениха                |
| 2009 | Аверс: государственный герб и узор из стилизованных оленьих рогов, надпись на кирг. ЕВРАЗЭС ӨЛКӨЛӨРҮНҮН ЭЛДЕРИНИН УЛАМЫШТАРЫ ЖАНА ЖОМОКТОРУ и год выпуска монеты. Реверс: сцена из легенды о матери-оленихе из повести Ч. Айтматова «Белый пароход» и эмблема ЕврАзЭС, номинал, проба и масса металла, надпись на рус. Легенды и сказки народов стран ЕврАзЭС, кирг. БУГУЭНЕ и рус. МАТЬ-ОЛЕНИХА. Тираж: 3000 шт. Отчеканена на Казахстанском монетном дворе.                                              |                                                                     |
| 2010 | | 10 лет Евразийскому экономическому сообществу                       |
| 2010 | Аверс: государственный герб на фоне стилизованного цветка с лепестками, исчерченными меридианами и параллелями, надпись на кирг. Евразия экономикалык шериктештигине 10 жыл и год выпуска монеты. Реверс: эмблема ЕврАзЭС на фоне стилизованного цветка, на лепестках которого изображены достопримечательности столиц стран-членов сообщества, номинал, проба и масса металла, надпись на рус. 10 лет Евразийскому экономическому сообществу. Тираж: 2000 шт. Отчеканена на Казахстанском монетном дворе. |                                                                     |
| 2010 | | Национальные обычаи и обряды народов стран ЕврАзЭС. Возведение юрты |
| 2010 | Аверс: государственный герб, эмблема ЕврАзЭС и национальный орнамент, надпись на кирг. ЕврАзЭС ӨЛКӨЛӨРҮНҮН ЭЛДЕРИНИН УЛУТТУК ЖӨЛӨРГӨЛӨРҮ ЖАНА САЛТ-САНААЛАРЫ и год выпуска. Реверс: сцена возведения юрты, номинал, проба и масса металла, надпись на кирг. ТҮНДҮК КӨТӨРҮҮ и на рус. Национальные обычаи и обряды народов стран ЕврАзЭС. Тираж: 3000 шт. Отчеканена на Казахстанском монетном дворе. |                                                                     |
| 2011 | | Мир наших детей                                                     |
| 2011 | Аверс: государственный герб, эмблема ЕврАзЭС, 6 стилизованных цветков, надпись на кирг. Аруулук уялаган балдар дүйнөсү и год выпуска монеты. Реверс: детский рисунок, номинал, проба и масса металла, надпись на рус. Мир наших детей. Тираж: 3000 шт. Отчеканена на Санкт-Петербургском монетном дворе. |                                                                     |
| 2011 | | Великий шёлковый путь                                               |
| 2011 | Аверс: государственный герб, караван на фоне стилизованного изображения гор, надпись на кирг. УЛУУ ЖИБЕК ЖОЛУ и год выпуска. Реверс: карта с изображением Великого шёлкового пути и архитектурных сооружений стран, по которым он проходил, эмблема ЕврАзЭС, проба и масса металла, надпись на рус. ВЕЛИКИЙ ШЕЛКОВЫЙ ПУТЬ и номинал. Тираж: 2000 шт. Отчеканена на Санкт-Петербургском монетном дворе. |                                                                     |
| 2015 | | Евразийский экономический союз                                      |
| 2015 | Аверс: государственный герб, название банка-эмитента на кирг. Кыргыз Республикасынын Улуттук банкы, год выпуска, номинал, масса и проба металла. Реверс: эмблема ЕАЭС на фоне карты Евразии на стилизованном изображении земного шара, цветные изображения флагов государств-членов ЕАЭС, название организации на кирг. ЕВРАЗИЯ ЭКОНОМИКАЛЫК СОЮЗУ и рус. ЕВРАЗИЙСКИЙ ЭКОНОМИЧЕСКИЙ СОЮЗ. Тираж: 1000 шт. Отчеканена [уточнить].                                                                           |                                                                     |

### Монеты, посвящённые произведениям Чингиза Айтматова
Монеты номиналом 10 сомов массой 28,28 г и диаметром 38,60 мм отчеканены из серебра 925 пробы в качестве proof на Литовском монетном дворе.
Гурт рубчатый. Тираж  монет по произведениям писателя — 3000 шт., (с портретом Чингиза Айтматова - 2000 шт.)
| 2009 | | Чингиз Айтматов |
| 2009 | Аверс: портрет писателя, его имя на кирг. Чыңгыз Айтматов, перо, номинал, проба и масса металла. Реверс: герб Киргизии, летящие журавли на фоне гор, год выпуска монеты. |                 |

В рамках серии были выпущены 5 монет, посвящённых конкретным произведениям.
Аверс: сцена произведения на фоне раскрытой книги, его название на киргизском и русском языках, номинал, проба и масса металла.
Реверс: герб Киргизии, подпись Ч. Айтматова, надпись на кирг. ЧЫНГЫЗ АЙТМАТОВДУН ЧЫГАРМАСЫ и рус. ПРОИЗВЕДЕНИЕ ЧИНГИЗА АЙТМАТОВА, год выпуска монеты.
| 2009 |                                        | Джамиля кирг. ЖАМИЙЛА                |  | 2009 |                             | Прощай, Гульсары! кирг. ГҮЛСАРАТ |
| 2009 |                                        | Первый учитель кирг. БИРИНЧИ МУГАЛИМ |  | 2009 | Белый пароход кирг. АК КЕМЕ |                                  |
| 2009 | Материнское поле кирг. САМАНЧЫНЫН ЖОЛУ |                                      |  |      |                             |                                  |

### Серия «Независимой Киргизской Республике — 20 лет»
Монеты серии номиналом 10 сомов массой 28,28 г и диаметром 38,60 мм отчеканены из серебра 925-й пробы в качестве proof на Казахстанском монетном дворе.
Флаг Киргизии на монете «Независимой Киргизской Республике — 20 лет» выполнен цветной эмалью с позолотой из золота 999-й пробы.
Гурт рубчатый.
| 2011 | | Независимой Киргизской Республике — 20 лет |
| 2011 | Аверс: государственный герб, год выпуска и национальный орнамент, название серии на рус. НЕЗАВИСИМОЙ КЫРГЫЗСКОЙ РЕСПУБЛИКЕ — 20 ЛЕТ, национальный орнамент. Реверс: флаг и карта Киргизии в изображённой на ней конной статуей Манаса, номинал, масса и проба металла, название серии на кирг. ЭГЕМЕН КЫРГЫЗ РЕСПУБЛИКАСЫНА 20 ЖЫЛ. Тираж: 2000 шт. |                                            |
| 2011 | | Пик Победы                                 |
| 2011 | Аверс: государственный герб, название серии на кирг. ЭГЕМЕН КЫРГЫЗ РЕСПУБЛИКАСЫНА 20 ЖЫЛ, год чеканки на стилизованном изображении гор, орнамент. Реверс: изображение пика Победы, его высота и название на рус. Пик Победы 7439м и кирг. ЖЕҢИС ЧОКУСУ, проба и масса металла, номинал на стилизованном изображении гор, орнамент. Тираж: 3000 шт.  |                                            |

### Серия «Красная книга Кыргызстана»
Монеты номиналом 10 сомов массой 28,28 г и диаметром 38,60 мм изготовлены из серебра 925-й пробы proof.
| 2012 | | Ирбис            |
| 2012 | Аверс: государственный герб, окружённый стилизованными изображениями различных животных, название серии на кирг. КЫРГЫЗСТАНДЫН КЫЗЫЛ КИТЕБИ и год выпуска. Реверс: изображение ирбиса, лежащего на скалистом выступе, название животного на кирг. Ак илбирс, номинал, масса и проба металла. Тираж: 3000 шт. Отчеканена на Литовском монетном дворе.                                                                   |                  |
| 2013 | | Джейран          |
| 2013 | Аверс: государственный герб, окружённый стилизованными изображениями различных животных, название серии на кирг. КЫРГЫЗСТАНДЫН КЫЗЫЛ КИТЕБИ и год выпуска. Реверс: пара джейранов на фоне кустарника, название животного на кирг. Жейрен и лат. Gazella subgutturosa, номинал, масса и проба металла. Тираж: 3000 шт. Отчеканена на Литовском монетном дворе.                                                          |                  |
| 2014 | | Филин            |
| 2014 | Аверс: государственный герб, окружённый стилизованными изображениями различных животных, название серии на кирг. КЫРГЫЗСТАНДЫН КЫЗЫЛ КИТЕБИ и год выпуска. Реверс: изображение филина на фоне гор, название животного на кирг. ҮКҮ и лат. BUBO BUBO, номинал, масса и проба металла. Тираж: 3000 шт. Отчеканена на Кремницком монетном дворе.                                                                          |                  |
| 2015 | | Дрофа            |
| 2015 | Аверс: государственный герб, окружённый стилизованными изображениями различных животных, название серии на кирг. КЫРГЫЗСТАНДЫН КЫЗЫЛ КИТЕБИ и год выпуска. Реверс: изображение дрофы в траве, название животного на кирг. Тоордак и лат. Otis tarda, номинал, масса и проба металла. Тираж: 3000 шт. Отчеканена на Казахстанском монетном дворе.                                                                       |                  |
| 2016 | | Рябчик Эдуарда   |
| 2016 | Аверс: государственный герб, окружённый стилизованными изображениями растений, название серии на кирг. КЫРГЫЗСТАНДЫН КЫЗЫЛ КИТЕБИ и год выпуска. Реверс: изображение цветка на фоне гор, название растения на кирг. Айгүл гүлү и лат. Fritillaria eduardii Regel, номинал, масса и проба металла. Размеры: 38,61×28,81 мм. Тираж: 2000 шт. Отчеканена [уточнить].                                                      |                  |
| 2017 | | Журавль-красавка |
| 2017 | Аверс: государственный герб, окружённый стилизованными изображениями различных животных, название серии на кирг. КЫРГЫЗСТАНДЫН КЫЗЫЛ КИТЕБИ и год выпуска. Реверс: изображение двух журавлей-красавок на фоне стилизованных изображений танцующих журавлей, название птицы на лат. Anthropoides Virgo и кирг. Каркыра, номинал, масса и проба металла. Размеры: 28,81×38,61 мм. Тираж: 1000 шт. Отчеканена [уточнить]. |                  |

### Серия «ЭпохаКыргызского каганата»
Монеты номиналом 10 сомов массой 28,28 г и диаметром 38,60 мм изготовлены из серебра 925-й пробы на Казахстанском монетном дворе.
| 2013 | | Великий Кыргызский каганат                  |
| 2013 | Реверс: государственный герб на фоне стилизованного изображения беркута, год выпуска, надпись на кирг. УЛУУ КЫРГЫЗ КАГАНАТЫ, национальный орнамент. Аверс: позолоченное изображение тамги на фоне карты первичного расселения киргизов, 4 скачущих в стороны всадника, масса и проба металла, надпись орхоно-енисейской письменностью _ — «Киргизское государство», номинал и солярный орнамент. Тираж: 2000 шт. Качество: proof. |                                             |
| 2014 | | Барсбек — каган киргизов                    |
| 2014 | Реверс: государственный герб, год выпуска, надпись на кирг. УЛУУ КЫРГЫЗ КАГАНАТЫ, национальный орнамент. Аверс: всадник в доспехах на фоне войска и облака в виде головы ирбиса, номинал, надпись на кирг. БАРСБЕК — КЫРГЫЗ КАГАНЫ /VIII к./, масса и проба металла, национальный орнамент. Тираж: 2000 шт. Качество: UNC. |                                             |
| 2015 | | Тамга                                       |
| 2015 | Реверс: государственный герб, надпись на кирг. УЛУУ КЫРГЫЗ КАГАНАТЫ, тамги племён и родов киргизов, год выпуска. Аверс: позолоченное изображение тамги, композиция из рогов матери-оленихи, алтайских деревьев и сосны, войск Кыргызского каганата на фоне гор и синего неба, надпись на кирг. ТАМГА, номинал, масса и проба металла. Тираж: 1000 шт. Качество: proof.                                                            |                                             |
| 2016 | | Легковооружённый воин Кыргызского каганата  |
| 2016 | Реверс: государственный герб, надпись на кирг. УЛУУ КЫРГЫЗ КАГАНАТЫ, стилизованные изображения воинов-лучников, год выпуска. Аверс: изображение легковооруженного воина-лучника на фоне стилизованных изображений воинов, надписи на кирг. КЫРГЫЗ КАГАНАТЫНЫН ЖЕҢИЛ КУРАЛДАНГАН ЖООКЕРИ и рус. ЛЕГКОВООРУЖЕННЫЙ ВОИН КЫРГЫЗСКОГО КАГАНАТА, номинал, масса и проба металла. Тираж: 1000 шт. Качество: proof-like.                  |                                             |
| 2017 | | Тяжеловооружённый воин Кыргызского каганата |
| 2017 | Реверс: государственный герб, надпись на кирг. УЛУУ КЫРГЫЗ КАГАНАТЫ, стилизованные изображения всадников-копьеносцев, год выпуска. Аверс: изображение тяжеловооруженного воина, надпись на кирг. КЫРГЫЗ КАГАНАТЫНЫН ШАЙМА-ШАЙ КУРАЛДАНГАН ЖООКЕРИ, номинал, масса и проба металла. Тираж: 1000 шт. Качество: proof-like. |                                             |

### Серия «Памятники истории и архитектуры Киргизии»
Монеты номиналом 10 сомов массой 28,28 г и диаметром 38,60 мм изготовлены из серебра 925 пробы в качестве proof на Казахстанском монетном дворе.
Тираж каждой монеты — 2000 шт.
| 2013 | | Саймалуу-Таш  |
| 2013 | Аверс: государственный герб, изображение петроглифов, название серии на кирг. КЫРГЫЗСТАНДЫН ТАРЫХЫЙ ЖАНА АРХИТЕКТУРАЛЫК ЭСТЕЛИКТЕРИ, год выпуска монеты. Реверс: петроглифы из урочища Саймалуу-Таш, его название на кирг. Саймалуу-Таш и англ. Saimaluu-Tash, номинал, масса и проба металла.                                            |               |
| 2014 | | Кумбез Манаса |
| 2014 | Аверс: государственный герб, национальный орнамент, название серии на кирг. КЫРГЫЗСТАНДЫН ТАРЫХЫЙ ЖАНА АРХИТЕКТУРАЛЫК ЭСТЕЛИКТЕРИ, год выпуска монеты. Реверс: изображение мавзолея, его название на кирг. МАНАСТЫН КҮМБӨЗҮ и англ. KUMBEZ OF MANAS, манасчи, конь, летящий сокол, номинал, масса и проба металла, национальный орнамент. |               |

### Другие серебряные монеты
Монеты номиналом 10 сомов изготовлены из серебра 925 пробы в качестве proof.
| 1995 | | 1000-летие эпоса Манас                                     |
| 1995 | Аверс: государственный герб, год выпуска монеты на фоне национального орнамента. Реверс: изображение скачущего над горами Манаса на коне и в боевых доспехах, надпись на кирг. АЙКӨЛ МАНАС, номинал, проба и масса металла. Масса: 28,28 г. Диаметр: 38,60 мм. Тираж: 5000 шт. Отчеканена [уточнить]. |                                                            |
| 2001 | | 10-летие независимости Киргизии. Хан-Тенгри                |
| 2001 | Аверс: государственный герб, надпись на кирг. ЭГЕМЕН КЫРГЫЗ РЕСПУБЛИКАСЫНА 10 ЖЫЛ, год выпуска монеты, национальный орнамент. Реверс: изображение пика Хан-Тенгри, название горы на кирг. ХАН-ТЕҢИРИ, номинал, проба и масса металла. Масса: 28,28 г. Диаметр: 38,60 мм. Тираж: 1000 шт. Отчеканена на Польском монетном дворе. |                                                            |
| 2003 | | 10 лет национальной валюте                                 |
| 2003 | Аверс: государственный герб, надпись на кирг. УЛУТТУК ВАЛЮТАГА 10 ЖЫЛ, год выпуска монеты, национальный орнамент и окантовка из точек. Реверс: изображения двух золотых и четырёх серебряных монет на фоне тундука, номинал, проба и масса металла. Масса: 28,28 г. Диаметр: 38,60 мм. Тираж: 1000 шт. Отчеканена на Кремницком монетном дворе. |                                                            |
| 2003 | | 2200 лет кыргызской государственности                      |
| 2003 | Аверс: государственный герб, надпись на кирг. КЫРГЫЗ МАМЛЕКЕТТҮҮЛҮГҮНӨ 2200 ЖЫЛ, год выпуска монеты, национальный орнамент и окантовка из точек. Реверс: бронзовая накладка V—III вв. до н. э. в виде головы тигра, Тюргешская монета (VIII в.), башня Бурана (XI в.), государственный флаг на фоне тундука и солярного символа, номинал, проба и масса металла. Масса: 28,28 г. Диаметр: 38,60 мм. Тираж: 1000 шт. Отчеканена [уточнить].                                                           |                                                            |
| 2005 | | 60 лет Великой Победе                                      |
| 2005 | Аверс: государственный герб в обрамлении солнечных лучей, год выпуска монеты. Реверс: фигура женщины-матери, Вечный огонь и элементы мемориального комплекса «Победа» на фоне стилизованного изображения юрты и гор, орнамент в виде солнечных лучей и колосьев, номинал, проба и масса металла, надписи на кирг. УЛУУ ЖЕҢИШКЕ 60 ЖЫЛ и рус. 60 ЛЕТ ВЕЛИКОЙ ПОБЕДЕ. Масса: 28,28 г. Диаметр: 38,60 мм. Тираж: 1000 шт. Отчеканена на Кремницком монетном дворе.                                      |                                                            |
| 2007 | | Шанхайская организация сотрудничества                      |
| 2007 | Аверс: государственный герб и год выпуска монеты. Реверс: эмблема ШОС, стилизованное изображение тундука, номинал, проба и масса металла, название организации на кирг. КЫЗМАТТАШУУНУН ШАНХАЙ УЮМУ. Масса: 28,28 г. Диаметр: 38,60 мм. Тираж: 1000 шт. Отчеканена на Литовском монетном дворе. |                                                            |
| 2012 | | 200 лет Курманджан Датке                                   |
| 2012 | Аверс: государственный герб, изображение правительницы верхом на коне на фоне горы Сулайман-Тоо, надпись на кирг. КУРМАНЖАН ДАТКАГА 200 ЖЫЛ, год выпуска монеты. Реверс: портрет, имя и годы жизни правительницы, национальный орнамент, номинал, проба и масса металла, два кристалла Swarovski. Масса: 28,28 г. Диаметр: 38,60 мм. Тираж: 2000 шт. Отчеканена на Литовском монетном дворе. |                                                            |
| 2015 | | 70 лет Великой Победе                                      |
| 2015 | Аверс: государственный герб, окружённый изображениями голубей и салюта на синем фоне, год выпуска монеты. Реверс: цветное изображение салюта и число «70» из георгиевской ленточки, знак монетного двора, масса и проба металла, номинал и надписи на кирг. Улуу Жеңишке 70 жыл и рус. 70 лет Великой Победе, разделённые 5-конечной звездой на фоне барельефа с памятника И. В. Панфилову в Бишкеке. Масса: 28,28 г. Диаметр: 38,60 мм. Тираж: 1000 шт. Отчеканена на Казахстанском монетном дворе. |                                                            |
| 2015 | | Кыз куумай                                                 |
| 2015 | Аверс: государственный герб, стилизованные изображения девушки и парня, скачущих верхом на лошади, и людей, наблюдающих за состязанием, надпись на кирг. Улуттук спорт жана элдик оюндары, год выпуска монеты. Реверс: изображение всадника, догоняющего свою спутницу, на фоне гор, название игры на кирг. КЫЗ КУУМАЙ, номинал, масса и проба металла. Масса: 28,28 г. Диаметр: 38,60 мм. Тираж: 2000 шт. Отчеканена [уточнить].                                                                    |                                                            |
| 2016 | | Независимой Киргизской Республике — 25 лет                 |
| 2016 | Аверс: государственный герб, номинал, масса и проба металла, год выпуска монеты. Реверс: парящий беркут на фоне стилизованного изображения Солнца в виде шанырака, число «25», надписи на кирг. ЭГЕМЕН КЫРГЫЗ РЕСПУБЛИКАСЫНА 25 ЖЫЛ и рус. НЕЗАВИСИМОЙ КЫРГЫЗСКОЙ РЕСПУБЛИКЕ — 25 ЛЕТ. Масса: 31,10 г. Диаметр: 38,61 мм. Тираж: 1000 шт. Отчеканена [уточнить]. |                                                            |
| 2016 | | 1000 лет со дня рождения Юсуфа Баласагуни                  |
| 2016 | Аверс: государственный герб, стилизованные строки поэмы «Кутадгу билиг» на фоне гор и башни Бурана, название банка-эмитента, год выпуска монеты. Реверс: портрет писателя на фоне силуэта его мавзолея в Кашгаре и башни Бурана, название поэмы «Кутадгу билиг» уйгурским письмом, надпись на кирг. Жусуп Баласагынга 1000 жыл — 1000 лет Юсуфу Баласагуни, номинал, масса и проба металла. Масса: 28,28 г. Диаметр: 38,61 мм. Тираж: 1000 шт. Отчеканена [уточнить].                                |                                                            |
| 2016 | | Всемирные игры кочевников 2016                             |
| 2016 | Аверс: государственный герб на фоне юрты, год выпуска монеты, национальный орнамент. Реверс: логотип игр тампопечатью, стилизованные фигуры кочевников, название игр на кирг. ДҮЙНӨЛҮК КӨЧМӨНДӨР ОЮНДАРЫ и англ. WORLD NOMAD GAMES, номинал, масса и проба металла. Масса: 31,10 г. Размеры: 38,61×38,61 мм. Тираж: 1000 шт. Отчеканена [уточнить]. |                                                            |
| 2016 | | 100-летие национально-освободительного восстания 1916 года |
| 2016 | Аверс: государственный герб, национальный орнамент, дата «2016». Реверс: символическая сцена из антицарского восстания, дата «1916», надпись на кирг. ҮРКҮНГӨ 100 ЖЫЛ — 100 лет восстания, номинал, масса и проба металла. Масса: 28,28 г. Диаметр: 38,61 мм. Тираж: 1000 шт. Отчеканена [уточнить]. |                                                            |
| 2018 | | Комуз                                                      |
| 2018 | Аверс: . Реверс: . Масса: 28,28 г. Диаметр: 38,61 мм. Тираж: 1000 шт. Отчеканена [уточнить]. |                                                            |

## Монеты из золота
Монеты изготовлены в качестве proof.
Тираж каждой монеты — 1000 шт.
| 1995 | | 1000-летие эпоса Манас   |
| 1995 | Аверс: государственный герб, год выпуска монеты на фоне национального орнамента. Реверс: изображение скачущего на коне Манаса в боевых доспехах на фоне числа «1000», надпись на кирг. АЙКӨЛ МАНАС, номинал, проба и масса металла. Номинал: 100 сомов. Материал: золото-999. Масса: 6,22 г. Диаметр: 22 мм. Отчеканена [уточнить].                                                                                                  |                          |
| 2000 | | 3000 лет городу Ош       |
| 2000 | Аверс: государственный герб, год выпуска монеты (кирг. 2000 ЖЫЛ), национальный орнамент. Реверс: наскальные рисунки «Даваньские кони», на фоне очертаний горы Сулайман-Тоо, надпись на кирг. ОШ • ҮЧ МИҢ ЖЫЛ, номинал, проба и масса металла. Номинал: 100 сомов. Материал: золото-916. Масса: 7,78 г. Диаметр: 22 мм. Отчеканена на Польском монетном дворе.                                                                        |                          |
| 2012 | | 200 лет Курманджан Датке |
| 2012 | Аверс: государственный герб, растительный орнамент, надпись на кирг. КУРМАНЖАН ДАТКАГА 200 ЖЫЛ, год выпуска монеты. Реверс: портрет, имя и годы жизни правительницы на фоне национального орнамента, номинал, масса и проба металла. Номинал: 100 сомов. Материал: золото-999. Масса: 7,78 г. Диаметр: 22,6 мм. Отчеканена на Литовском монетном дворе.                                                                              |                          |
| 2015 | | Ирбис                    |
| 2015 | Аверс: государственный герб, стилизованные изображения животных, надпись на кирг. КЫРГЫЗСТАНДЫН КЫЗЫЛ КИТЕБИ, год выпуска монеты. Реверс: изображение снежного барса со вставками из двух бриллиантов, название животного на кирг. Ак илбирс и лат. Uncia uncia, номинал, проба металла, национальный орнамент. Номинал: 200 сомов. Материал: золото-999. Масса: 25,00 г. Диаметр: 15,55 мм. Отчеканена на Литовском монетном дворе. |                          |